# Joseph-Léonard Blanchard
Pour les articles homonymes, voir Blanchard.
Joseph-Léonard Blanchard est un homme politique canadien. Il fut le député provincial de Terrebonne de 1944 à 1960.